# Alpenverein Austria
Der Alpenverein Austria ist eine Wiener Sektion des Österreichischen Alpenvereins (ÖAV). Diese Sektion ist die Gründungszelle und gleichzeitig älteste Sektion aller alpinen Vereine auf dem europäischen Festland.

## Geschichte
Der ÖAV wurde 1862 um die Wiener Sektion Austria als erster Bergsteigerverband des europäischen Festlands und damit als zweitältester der Welt nach dem britischen Alpine Club von Paul Grohmann, Friedrich Simony und Edmund von Mojsisovics gegründet. 1873 erfolgte der Zusammenschluss mit dem Deutschen Alpenverein zum Deutschen und Österreichischen Alpenverein (DuÖAV) und die föderalistische Gliederung in Sektionen. Aus dem damaligen OeAV entstand zusammen mit der Sektion Wien des DAV die Sektion Austria des D.u.Oe.A.V.
Während der Zwischenkriegszeit herrschte in der Sektion eine nationalistische und antisemitische Ausrichtung. Eduard Pichl, der Vorsitzende der Sektion Austria setzte 1921 den Arierparagraphen in der Sektion durch, was die Gründung der Sektion Donauland, teils durch ausgeschlossene Austriamitglieder, beförderte.

## Alpenverein Austria heute
Der Alpenverein Austria hat (Stand: 31. Dezember 2024) 99.312 Mitglieder und ist damit die größte Sektion. Der Alpenverein Austria betreut zahlreiche Hütten in mehreren österreichischen Bundesländern. Im eigenen Vereinshaus (Wien 1., Rotenturmstraße 14) ist die Verwaltung untergebracht, die Bibliothek, Veranstaltungsräume und ein Kletterzentrum.
Die Austria gibt – derzeit vierteljährlich – die Austria Nachrichten heraus sowie einmal im Jahr das Aktivprogramm.

## Hütten

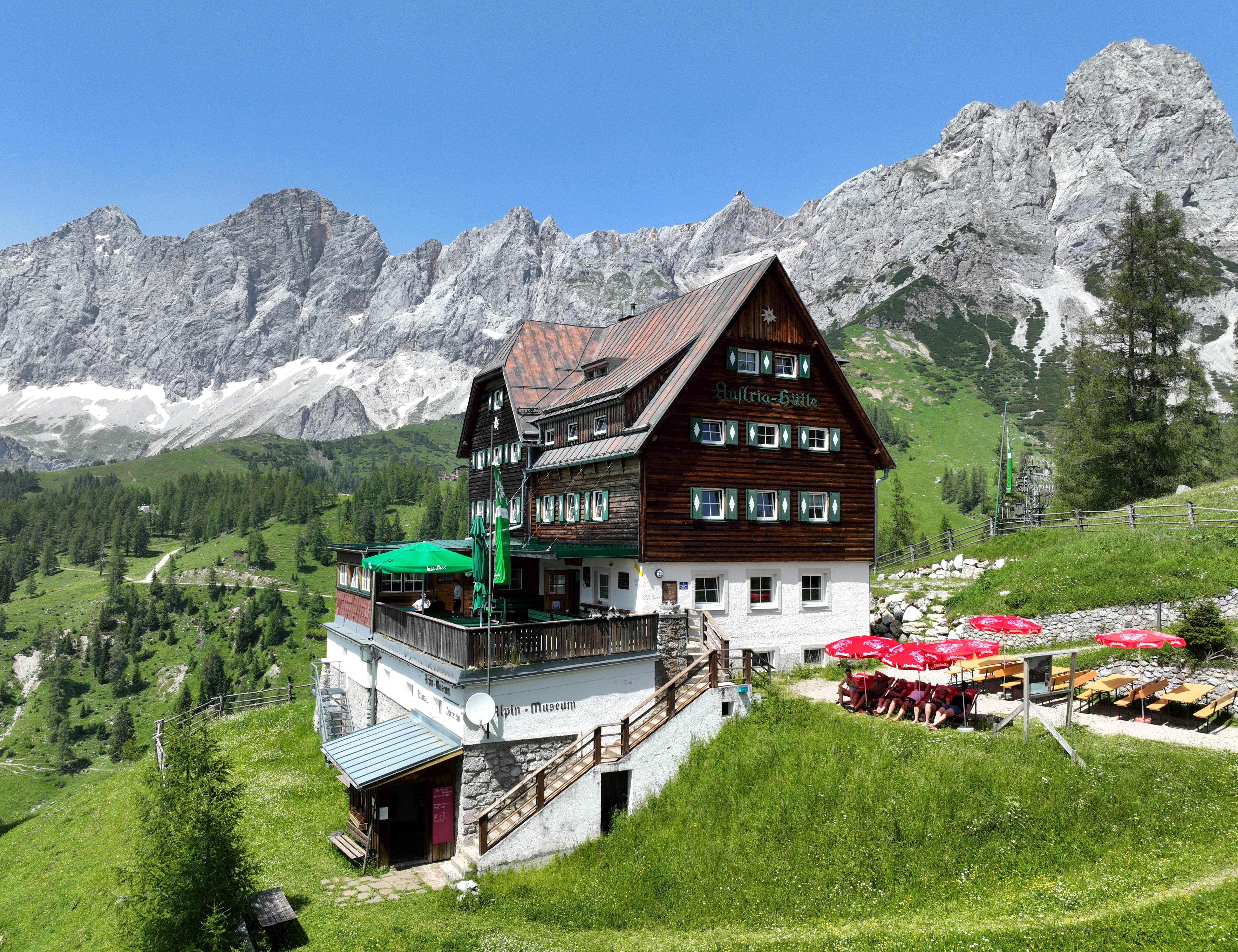
Austriahütte; errichtet 1880

Der Alpenverein Austria betreut folgende Schutzhütten beziehungsweise diese sind in seinem Besitz:
| - Adamekhütte - Austriahütte mit Museum - E.T.-Compton-Hütte - Edelrautehütte - Filmoor-Standschützenhütte - Guttenberghaus - Haindlkarhütte - Hesshütte - Hochweißsteinhaus - Voisthaler Hütte | - Mitterkar-Biwak - Oberwalderhütte - Obstansersee-Hütte - Porzehütte - Seethalerhütte - Simonyhütte - Wolayerseehütte - Ybbstaler Hütte - Fleischer-Biwak - Sonnschienhütte |

### Ehemalige Hütten

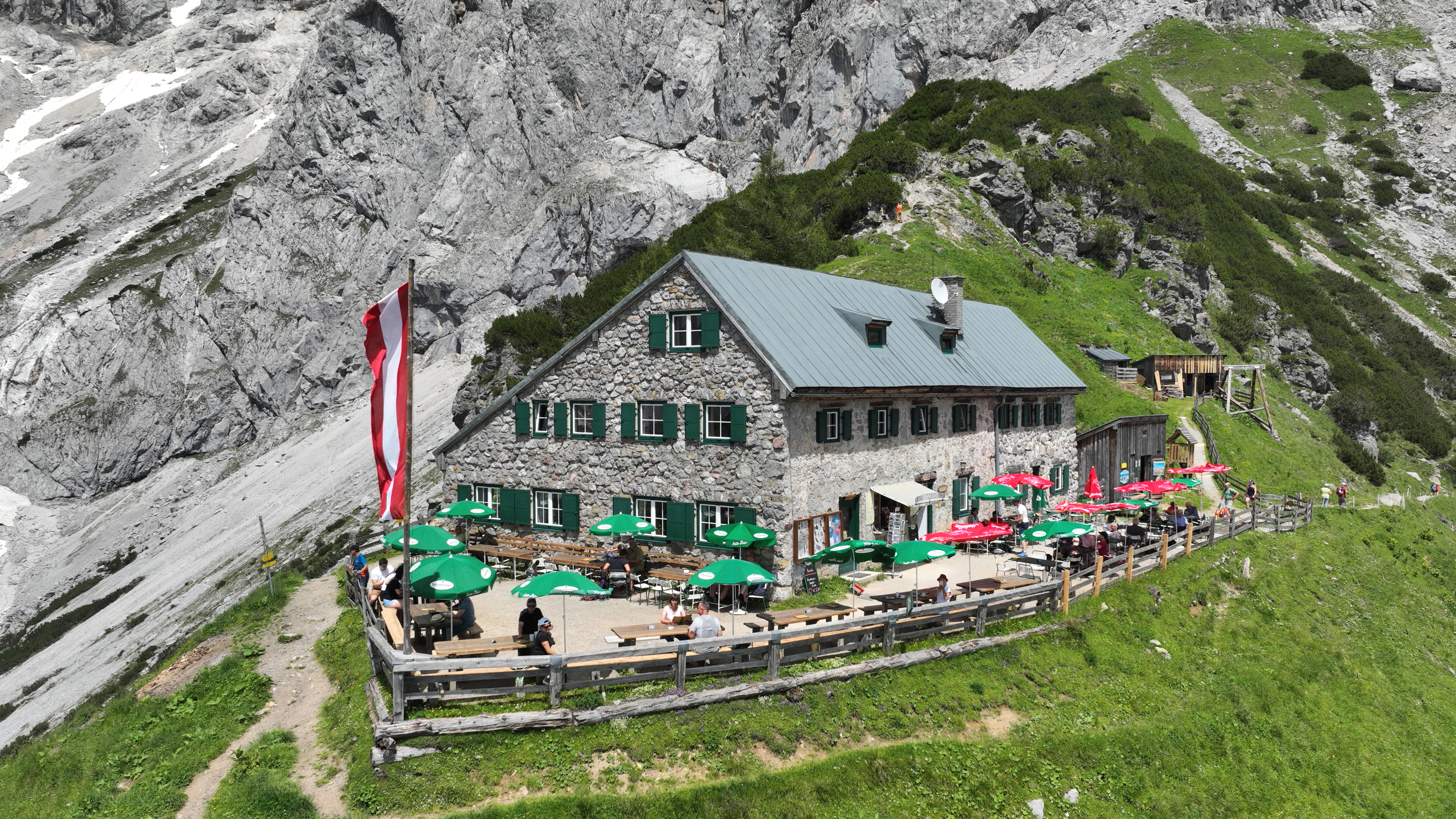
Dachsteinsüdwandhütte am Fuß der Dachsteinsüdwand; angemietet und am 4. Juli 1926 feierlich eröffnet

- Dachsteinsüdwandhütte, heute privat
- Holl-Haus, heute privat und ein ÖAV-Vertragshaus
- Rudolfshütte, heute privat und ein ÖAV-Vertragshaus